# 新郊通
新郊通（しんこうとおり）は、愛知県名古屋市南区の地名。

## 歴史

### 町名の由来
東郊通の東にさらに新設された通りである名古屋市道名古屋環状線の沿線であることによる。

### 沿革
- 1946年（昭和21年）11月11日 - 南区呼続町の一部により、同区新郊通が成立[3]。
- 1984年（昭和59年）1月15日 - 一部が駈上一丁目・駈上二丁目・菊住一丁目・菊住二丁目にそれぞれ編入される[4]。
- 1986年（昭和61年）9月16日 - 南区鳥栖一丁目・桜台一丁目・寺崎町にそれぞれ編入され消滅[3]。